# Wim Noordhoek (fotograaf)
Wim Noordhoek (Den Haag, 16 september 1916 - Waalwijk, 9 augustus 1995) was een Nederlands graficus en fotograaf. Als fotograaf was hij een autodidact. Hij leverde een belangrijke bijdrage aan de fotografie door zijn rol als leraar en pleitbezorger voor deze kunstvorm. In Duitsland kreeg hij meer waardering dan in Nederland.
Noordhoek begon met tekenen bij de Vrije Studio in Den Haag. Tot omstreeks 1955 werkte hij als grafisch kunstenaar. Tijdens de Tweede Wereldoorlog begon hij met zwart-wit fotografie te experimenteren en liet zich hierbij beïnvloeden door de Duitse fotograaf Pan Walther. In 1955 besloot hij zich te specialiseren in kleurenfotografie.
Noordhoek reisde door Europa met collega-fotografen zoals Meinard Woldringh, Fred Hazelhoff en Michel Szulc-Krzyzanowski. Zijn onderwerpen waren voornamelijk natuur en landschap, herleid tot geometrische structuren, maar ook stillevens van natuurlijke details en architectonische elementen zoals deuren en ramen. Noordhoek regisseerde zijn foto’s tot in detail. Het weghalen van storende elementen noemde hij “het uitzuiveren van het beeld”. Zijn voorkeur ging uit naar landschappelijke thema’s. Hij was van mening dat een kleurenfoto van een landschap geen reproductie, maar een kleurige expressie van de werkelijkheid moest zijn. Hij maakte ook portretten van kinderen en echtparen. Noordhoeks grafische afkomst is zichtbaar in zijn fotogrammen. 
Hij beschouwde fotografie als een medium dat hij op creatieve wijze kon gebruiken om schoonheid te verbeelden. Voor hem waren de vorm, intentie en zeggingskracht van een foto van groot belang in deze benadering. Hij gebruikte natuurlijke atmosferische omstandigheden zoals nevel, wolken en dauw als filters om kleurschakeringen in zijn foto's te creëren.
Noordhoek was werkzaam in het foto-onderwijs in Nederland en Duitsland. Hij gaf les aan de Volkshochschule in Keulen, de Koninklijke Akademie voor Kunst en Vormgeving in Den Bosch en aan studenten kunstgeschiedenis in Leiden.
Wim Noordhoek verwierf bekendheid door zijn vrije keuze van onderwerpen en zijn doordacht gebruik van kleur. Zijn enthousiasme voor het vak en zijn bezieling als docent zorgden ervoor dat hij populair was onder amateurfotografen. 

## Erkenning
- 1963 Gouden medaille, tentoonstelling Lebensfreude …. Lebensfreuden (Photokina), Keulen
- 1965 Fotoprijs van Amsterdam
- 1967 Meister der Leica, Jaarlijkse Leitzonderscheiding
- 1968 Ehrennadel, toegekend door de Deutsche Gesellschaft für Photographie bij de Photokina, Keulen
- 1979 Zijn boek Grundlehre der Farbphotographie. Bildgestaltung mit Wim Noordhoek wordt gekozen als beste fotoboek van het jaar
- 1981 Capi-Lux Alblas Prijs
- 1983 Prijs van het Gewest Limburg

- Biografisch Portaal: 29194972
- Gemeinsame Normdatei: 174252439
- International Standard Name Identifier: 0000 0000 5399 6375
- Library of Congress Control Number: nr00027558
- Nederlandse Thesaurus van Auteursnamen: 068479859
- PIC: 336335
- RKD-Nederlands Instituut voor Kunstgeschiedenis: 59874
- Virtual International Authority File: 2308396
- WorldCat: E39PBJfMgvWBKTJQdJFFB4FMyd